# Migliore (singolo)
Migliore è un singolo del cantautore italiano Francesco Renga, pubblicato l'11 novembre 2016 come quarto estratto dall'ottavo album in studio Scriverò il tuo nome.
Il brano è stato scritto dal cantautore Fortunato Zampaglione e dallo stesso Renga.

## Video musicale
Il videoclip, diretto da Gaetano Morbioli, è stato pubblicato il 23 novembre 2016 sul canale Vevo-YouTube del cantante.